# Árbol de Navidad del Vaticano

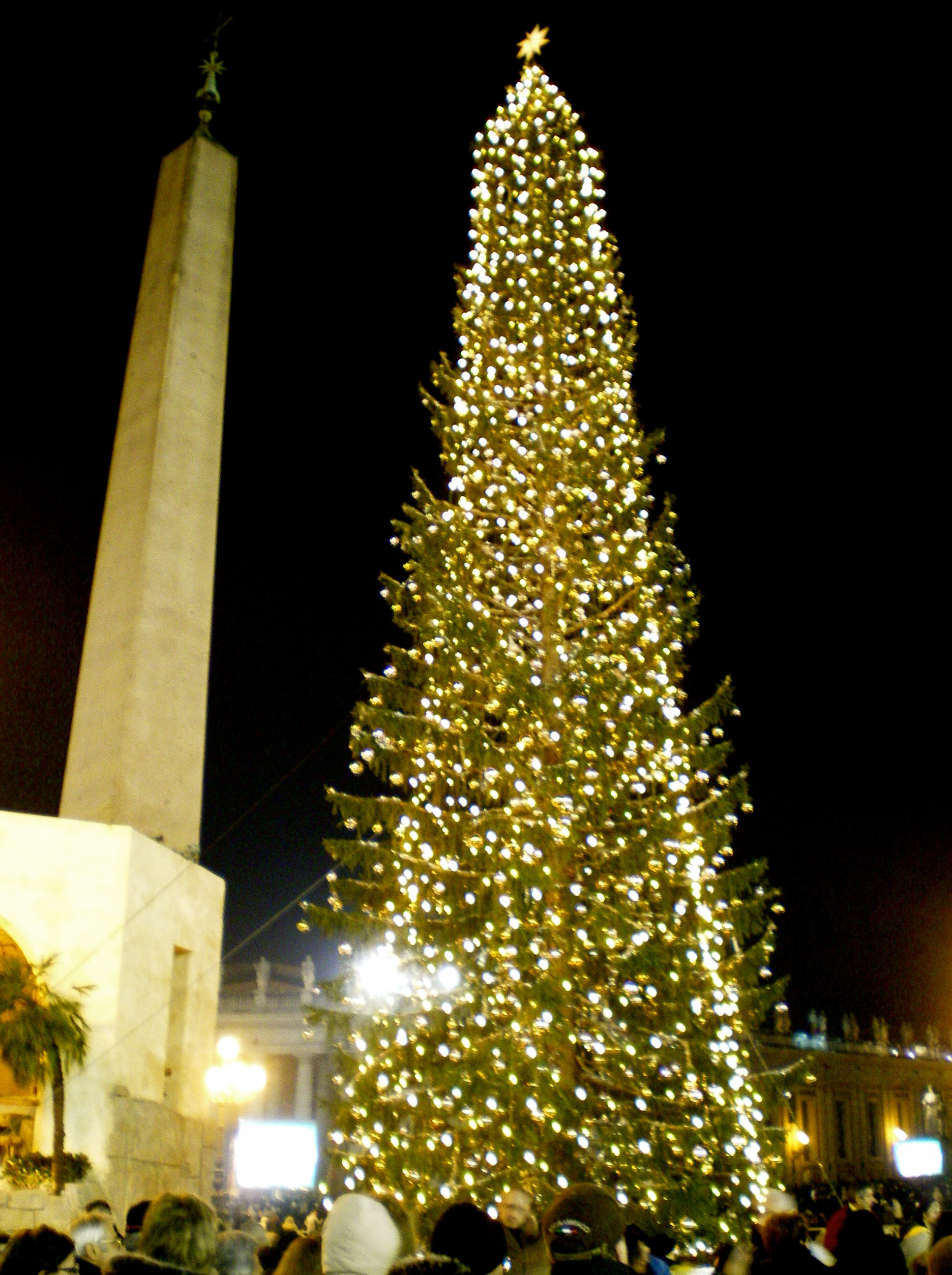
Árbol de Navidad del Vaticano del año 2009.

El Árbol de Navidad del Vaticano, también llamado Árbol de la Plaza de San Pedro, es un árbol navideño erigido cada año  entre fines de noviembre y comienzos de diciembre frente a la Basílica de San Pedro, en la plaza homónima de la Ciudad del Vaticano, con el fin de festejar la temporada navideña. El árbol, normalmente natural con edad que superan los 150 años y de más de veinte metros de altura, es regalado y llevado hasta el Vaticano por alguna comunidad religiosa católica cercana a un bosque, cada año desde un lugar diferente de Europa. Es colocado junto al Nacimiento (o pesebre) de tamaño natural. Ambos símbolos navideños son la principal atracción de la ciudad durante Nochebuena.

## Historia
La tradición fue instaurada durante el pontificado de Juan Pablo II para la celebración de Navidad de 1982, cuando el papa de origen polaco quiso introducir esta tradición navideña originaria de los países del centro y norte de Europa (extendida posteriormente a América y el resto del mundo) en la Santa Sede, donde no se había incorporado esta costumbre, como una manera de incluir a los pueblos católicos que celebran la Navidad de esta manera. El primero de ellos fue traído desde los montes Albanos en 1982. Previo a la colocación del árbol navideño, solamente se instalaba el pesebre, tradición originaria de Italia, con las piezas originales talladas en madera de tamaño real donadas al Vaticano por San Vicente Pallotti desde la Basílica de Sant'Andrea della Valle en 1842.
Desde 2015, el árbol es decorado por niños hospitalizados que padecen de cáncer y otras enfermedades. Asimismo, en concordancia a las políticas de eficiencia energética, toda la decoración navideña luminosa del Vaticano, incluida la del árbol de Navidad, es iluminada con luces led desde el 2014.
En 2023, fue reportado que luego de ser utilizado en el Vaticano, el árbol fue donado para que fuera convertido en materia prima para la elaboración de juguetes de madera, los cuales serían donados a menores de escasos recursos por Caritas.